# Erich Gabbe
Erich Wilhelm Paul Gabbe (* 26. Juni 1891 in Greifswald; † 29. Juni 1983) war ein deutscher Mediziner.
Er war der Sohn des Greifswalder Ratsherrn Friedrich Gabbe und der Marie geb. Vogt. Nach dem Gymnasiumsbesuch studierte er ab 1909 Medizin. 1924 wurde er Privatdozent für innere Medizin in Würzburg und 1928 außerordentlicher Professor. Von 1932 bis 1957 war Gabbe Chefarzt für innere Krankheiten am Evang. Diakonissenhaus in Bremen.